# Костадин Доганов
 Тази статия е за дееца на БРСДП.  За политика вижте Константин Доганов.  
Костадин Иванов Доганов е виден деец от политическото крило на БРСДП (т.с.) родом от град Копривщица, в семейството на Иван и Койка Доганови.
Бащата на Костадин работи като финансов чиновник, но почива рано и семейството му се озовава във финансово затруднение, поради което сина се обучава само до IV отделение в копривщенското училище. По тези причини е принуден да търси спасение от мизерията си в големия град и заминава за Пловдив. В града си намира работа като слуга в магазина на богат търговец, където работи като момче за всичко – чисти подовете, подрежда стоките и обслужва клиентите. Първоначално се блъска само срещу храна, а по-късно, след втората година за едното мизерно заплащане. През 1906 г. с помощта на брат му Тодор се записва в V клас в Пловдивска гимназия. В това училище Костадин се запознава със идеите на социализма, като посещава марксически кръжок в града на тепетата.
Костадин Доганов през 1908 г, се премества във Варна, където през 1909 г. завършва гимназия, като е един от пропагандаторите на социалистическите идеи. Макар и да има желание да продължи образованието си, поради трудните времена вместо в София Костадин се завръща в Копривщица. В града продължава революционната си дейност, като името му е свързано с първата работническа стачка в този град, в килимарската работилница на Оханес Бохосян (1858 – 1931) през 1912 г. Стачката е успешна въпреки намесата на местните власти.
Учителства в селата Любен и Голям чардак десетина години, а през 1914 г. Костадин влиза във връзка с Иван Генчев – технически секретар на Димитър Благоев, като има среща с него и Васил Коларов. По тяхно настояване записва право в Софийския университет, но успява да завърши само един семестър и отново започва работа като учител.
Запален привърженик на ВОСР, която го сварва да работи като учител в Гюмюрджина, Доганов става професионален революционер, окръжен агитатор и по-късно член на ПК на БКП (т.с.) във Варна. Там, поради организаторските си качества участва в подготовката на Септемврийското въстание в региона.
Предварително уведомен за предстоящите арести на 12 септември 1923 г. той се укрива в нелегалност, но след предателство на 29 септември е убит от полицията в Морската градина във Варна.